# Ultratop

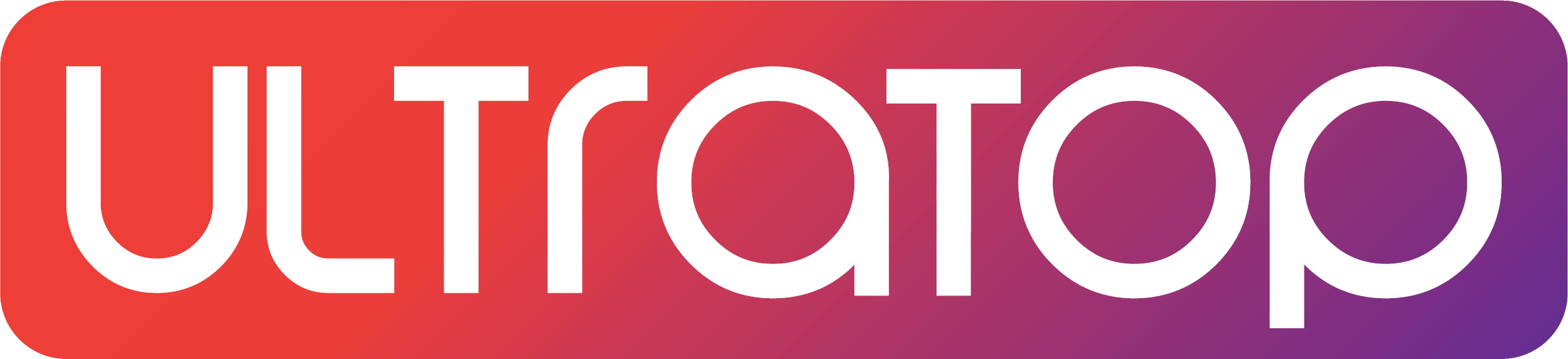
Logo organizace Ultratop

Ultratop je organizace, která vytváří a publikuje oficiální hudební žebříčky v Belgii a je také názvem většiny těchto žebříčků. Je to nezisková organizace vytvořená společností Belgian Entertainment Association (BEA), která je belgickým členem společnosti IFPI. Souběžně jsou vytvářeny a publikovány dvě paralelní série žebříčků: pro nizozemsky (Flandry) a francouzsky hovořící (Valonsko).

## Žebříčky Ultratop
| Název                               | Flandry | Valonsko |
| ----------------------------------- | ------- | -------- |
| Ultratop 50 Singles                 | Top 50  | Top 50   |
| Ultratop 200 Albums                 | Top 200 | Top 200  |
| Ultratop Compilations               | Top 20  | Top 20   |
| Ultratop Dance                      | Top 50  | Top 50   |
| Ultratop Urban                      | Top 50  |          |
| Ultratop Airplay                    | Top 30  | Top 30   |
| Ultratop Alternative Albums         | Top 50  |          |
| Back Catalogue Singles              | Top 50  | Top 50   |
| Dance Bubbling Under                | Top 20  | Top 20   |
| Albums Belges / Belgische Albums    | Top 40  | Top 20   |
| Mid Price                           | Top 20  | Top 20   |
| Heatseekers Albums                  | Top 20  | Top 20   |
| Albums Classiques / Klassiek Albums | Top 20  | Top 20   |
| DVD Musicaux / muziek-DVD           | Top 40  | Top 10   |
| Ultratop Vlaams                     | Top 10  |          |
| Radio 2 Vlaams                      | Top 10  |          |
| Vlaams Kids                         | Top 5   |          |